# Pristimantis buckleyi
Pristimantis buckleyi é uma espécie de anfíbio  da família Craugastoridae. Pode ser encontrada na Colômbia e Equador. Habitat florestas primárias e secundárias, arbustais do sub-páramo e do páramo, áreas abertas e plantações.